# Света Петка (община Буяновац)
Вижте пояснителната страница за други значения на Света Петка.
Света Петка (на сръбски: Света Петка или Sveta Petka) е село в Югоизточна Сърбия, Пчински окръг, община Буяновац.

## История
В края на XIX век Света Петка е село в Прешевска кааза на Османската империя. Църквата „Света Параскева“ е от 1858 година. Според статистиката на Васил Кънчов („Македония. Етнография и статистика“) от 1900 година Света Петка е населявано от 260 жители българи християни. Според патриаршеския митрополит Фирмилиан в 1902 година в Света Петка има 32 сръбски патриаршистки къщи.
Според преброяването на населението от 2002 г. селото има 334 жители – 333 сърби и 1 непосочил.